# Serijalizam
U muzici, serijalizam je metoda kompozicije koristeći serije visina zvuka, ritmova, dinamika, boja zvuka ili drugih muzičkih elemenata. Serijalizam je počeo prvenstveno tehnikom dvanaest nota Arnolda Šenberga, mada su neki njegovi savremenici takođe radili na uspostavljanju serijalizma kao forme posttonalnog razmišljanja. Dvanaestotonska tehnika uređuje dvanaest nota hromatske lestvice, formirajući red ili seriju, i pružajući objedinjujuću osnovu melodije, harmonije, strukturalnih progresija i varijacija kompozicije. Druge tipovi serijalizma takođe rade sa setovima, kolekcijama objekata, ali ne nužno i serijom fiksnog reda, i proširuju tehniku na druge muzičke dimenzije (često nazvane „parametrima”), kao što su trajanje, dinamika i boja zvuka.
Ideja o serializmu takođe se primenjuje na različite načine u vizuelnoj umetnosti, dizajnu i arhitekturi, a muzički koncept je takođe prilagođen u literaturi.
Integralni serijalizam ili totalni serijalizam jeste upotreba serija za aspekte kao što su trajanje, dinamika i registar, kao i visina zvuka. Drugi pojmovi, koji se posebno koriste u Evropi za razlikovanje serijske muzike posle Drugog svetskog rata od dvanaestotonske muzike i njenih američkih ekstenzija, su opšti serijalizam i višestruki serijalizam.

## Literatura
- Anon. n.d. "„Arnold Schoenberg”.". Milken Archive of American Jewish Music (archive from 1 December 2008, accessed 23 February 2016).
- Bandur, Markus. Aesthetics of Total Serialism: Contemporary Research from Music to Architecture. 2001.. Basel, Boston and Berlin: Birkhäuser.
- Bochner, Mel. 1967. „The Serial Attitude”. Artforum. 6 (4): 28—33. December. Проверите вредност парамет(а)ра за датум: |date= (помоћ).
- Bosseur, Jean-Yves. „Votre Faust, miroir critique”. Revue belge de musicologie/Belgisch tijdschrift voor muziekwetenschap. 43 (Liber amicorum Henri Pousseur: Henri Pousseur, ou, Le sérialisme entre modernisme et postmodernisme/Henri Pousseur, of, De lange weg naar de toekomst): 57—70. 1989. JSTOR 3686758. doi:10.2307/3686758..
- Boulez, Pierre. „… auprès et au loin”. Cahiers de la Compagnie Madeleine Renaud–Jean-Louis Barrault. 2 (3): 7—27. 1954.. Reprinted in Relevés d’apprenti, edited by Paule Thévenin. Collection „Tel quel”. 1: 287—314.. Paris: Éditions du Seuil, 1966, 183–203. Also reprinted in Points de repère, third edition, . Paris: Christian Bourgois, 1995. English version, as ". . .Auprès et au loin", in Pierre Boulez, Notes of an Apprenticeship, texts collected and presented by Paule Thévenin, translated by Herbert Weinstock, 182–204. New York: Alfred A. Knopf, 1968. Another English version, as "Near and Far", in Pierre Boulez, Stocktakings from an Apprenticeship. 1991. ISBN 9780193112100., translated by Stephen Walsh, with an introduction by Robert Piencikowski, 141–57. Oxford: Clarendon Press; New York: Oxford University Press. .
- Campbell, Edward. . Boulez, Music and Philosophy. 2010. ISBN 978-0-521-86242-4.. Music in the Twentieth Century 27. Cambridge and New York: Cambridge University Press. .
- Collot, Michelle. . "Le génie des lieux". In Calle-Gruber, Mireille (2008). Michel Butor: déménagements de la littérature. Presses Sorbonne Nouvelle. ISBN 9782878544176., edited by Mireille Calle-Gruber, 73–84. Paris: Presses Sorbonne Nouvelle. .
- Cope, David. . New Directions in Music. 1971. ISBN 9780697035561.. Dubuque, Iowa: W. C. Brown Co. .
- Cott, Jonathan. Stockhausen; Conversations with the Composer. New York: Simon & Schuster. 1973..
- Delahoyde, Michael. n.d. "20th-Century Music". Author's website, Washington State University.
- Felder, David. 1977. Felder, David; Stockhausen, Karlheinz (Fall—Winter). „An Interview with Karlheinz Stockhausen”. Perspectives of New Music. 16 (1): 85—101. JSTOR 832850. doi:10.2307/832850. Проверите вредност парамет(а)ра за датум: |date= (помоћ).
- Forte, Allen. 1964. Forte, Allen (Winter). „A Theory of Set-Complexes for Music”. Journal of Music Theory. 8 (2): 136—84. JSTOR 843079. doi:10.2307/843079. Проверите вредност парамет(а)ра за датум: |date= (помоћ).
- Forte, Allen. The Structure of Atonal Music. New Haven and London: Yale University Press. 1973..
- Forte, Allen. The Atonal Music of Anton Webern. New Haven: Yale University Press. 1998..
- Frisius, Rudolf. . „Serielle Musik.”. 1 (Sachteil), vol. 8 (Quer–Swi): 1327—54. In: Blume, Friedrich; Finscher, Ludwig (1998). Die Musik in Geschichte und Gegenwart: allgemeine Enzyklopädie der Musik. Bärenreiter. ISBN 978-3-476-41008-5. Непознати параметар |DUPLICATE_isbn= игнорисан (помоћ). Second, newly compiled edition, edited by Ludwig Finscher, part . Kassel & New York: Bärenreiter; Stuttgart: Metzler.  (Bärenreiter).  (Metzler).
- Gerstner, Karl. Designing Programmes: Four Essays and an Introduction. 1964., with an introduction to the introduction by Paul Gredinger. English version by D. Q. Stephenson. Teufen, Switzerland: Arthur Niggli. Enlarged, new edition 1968.
- Goeyvaerts, Karel. „Paris–Darmstadt 1947–1956: Excerpt from the Autobiographical Portrait”. 48 (The Artistic Legacy of Karel Goeyvaerts: A Collection of Essays). 1994: 35—54., translated by Patrick Daly, Peter Vosch, and Roger Janssens. Revue belge de Musicologie / Belgisch Tijdschrift voor Muziekwetenschap .
- Grant, Morag Josephine. 2001. . Serial Music Serial Aesthetics: Compositional Theory in Post-War Europe. Music in the Twentieth Century, Arnold Whittall, general editor. Cambridge: Cambridge University Press. 2001. ISBN 978-0-521-80458-5..
- Grant, Morag Josephine. 2006. Untitled review of „Wege zum musikalischen Strukturalismus: René Leibowitz, Pierre Boulez, John Cage und die Webern-Rezeption in Paris um 1950, by Inge Kovács (Schliengen: Argus, 2003); Die soziale Isolation der neuen Musik: Zum Kölner Musikleben nach 1945”. Archiv für Musikwissenschaft. 54., by Michael Custodis (supplement to the , Stuttgart: Franz Steiner, 2004); Reihe und System: Signaturen des 20. Jahrhunderts. Symposiumsbericht, edited by Sabine Meine (Monographien der Institut für Musikpädogogische Forschung der Hochschule für Musik und Theater Hannover 9, Hannover: Institut für Musikpädagogische Forschung, 2004). Music and Letters. 87  (2):  346–52.
- Griffiths, Paul. . Griffiths, Paul (1978). Boulez. Oxford University Press. ISBN 978-0-19-315442-1.. Oxford Studies of Composers 16. London and New York: Oxford University Press. .
- Griffiths, Paul. „Serialism”. 23. 2001: 116—23.. The New Grove Dictionary of Music and Musicians, second edition, edited by Stanley Sadie and John Tyrrell, . London: Macmillan Publishers.
- Guderian, Dietmar. 1985. "Serielle Strukturen und harmonikale Systeme". In Vom Klang der Bilder: die Musik in der Kunst des 20. Jahrhunderts, edited by Karin von Maur, 434–37. Munich: Prestel-Verlag.
- Heinemann, Stephen. 1998. Heinemann, Stephen (1998). „Pitch-Class Set Multiplication in Theory and Practice”. Music Theory Spectrum. 20 (1): 72—96. JSTOR 746157. doi:10.2307/746157..
- Jalowetz, Heinrich. 1944. „"On the Spontaneity of Schoenberg's Music".” (PDF). 30 (4). October: 385—408. Проверите вредност парамет(а)ра за датум: |date= (помоћ) (Subscription access) The Musical Quarterly. .
- Keller, Hans. 1955. „Strict Serial Technique in Classical Music”. 37. јесен 1955: 12—16.. Tempo (new series) no. , 21–24.
- Koenig, Gottfied Michael. 1999. Ästhetische Praxis: Texte zur Musik, Supplement I, edited by Stefan Fricke, Wolf Frobenius, and Sigrid Konrad. Quellentexte der Musik des 20. Jahrhunderts 1.4. Saarbrücken: Pfau-Verlag. 1999.  978-3-89727-056-5..
- Kohl, Jerome. . "Serial Composition, Serial Form, and Process in Karlheinz Stockhausen's Licata, Thomas (2002). Telemusik." In Electroacoustic Music: Analytical Perspectives. Bloomsbury Academic. ISBN 978-0-313-31420-9., ed. Thomas Licata, 91–118. Westport, Conn. and London: Greenwood Press. .
- Leibowitz, René. Schoenberg et son école: l'étape contemporaine du langage musical. 1947.. [Paris]: J.B. Janin. (English edition, as Schoenberg and His School: The Contemporary Stage in the Language of Music. Translated by Dika Newlin. New York: Philosophocal Library, 1949).
- Leray, Pascal. . Leray, Pascal (2008). Portrait de la série en jeune mot. Le Chasseur abstrait éd. ISBN 978-2-35554-025-7.. Mazères: Le chasseur abstrait éditeur. .
- Lerdahl, Fred. 1988. „Cognitive Constraints on Compositional Systems”. 6 (2). 1992: 97—121.. In Generative Processes in Music, ed. John Sloboda. Oxford: Oxford University Press. Reprinted in Contemporary Music Review. .
- Lerdahl, Fred, and Ray Jackendoff. A Generative Theory of Tonal Music. 1983.. Cambridge, Mass.: MIT Press.
- Locanto, Massimiliano. . "Karel Goeyvaerts – Henry  [sic] Pousseur: deux compositeurs belges au cœur de la Nouvelle Musique". In Laserra, Annamaria (2010). Album Belgique. Peter Lang. ISBN 978-90-5201-635-1., edited by Annamaria Laserra, 151–64. Brussels: P. I. E. Peter Lang. .
- Maconie, Robin. . Other Planets: The Music of Karlheinz Stockhausen. Lanham, Maryland, Toronto, Oxford: The Scarecrow Press. 2005. ISBN 978-0-8108-5356-0., Inc. .
- Mead, Andrew. 1985. Mead, Andrew (Fall—Winter). „Large-Scale Strategy in Arnold Schoenberg's Twelve-Tone Music”. Perspectives of New Music. 24 (1): 120—57. JSTOR 832765. doi:10.2307/832765. Проверите вредност парамет(а)ра за датум: |date= (помоћ).
- Meyer, Leonard B. Music, the Arts, and Ideas: Patterns and Predictions in Twentieth-Century Culture. Chicago and London: University of Chicago Press. 1967.. (Second edition 1994.)
- Morgan, Robert. 1975. „„Stockhausen's Writings on Music”. 75 (4). зима 1991: 194—206.[[Категорија:CS1 одржавање: Формат датума]]” (PDF). 61 (1). January: 1—16. Проверите вредност парамет(а)ра за датум: |date= (помоћ); Сукоб URL—викивеза (помоћ). (Subscription access) The Musical Quarterly. . Reprinted in the Musical Quarterly. .
- Mosch, Ulrich. Musikalisches Hören serieller Musik: Untersuchungen am Beispiel von Pierre Boulez' «Le Marteau sans maître». 2004.. Saarbrücken: Pfau-Verlag.
- Newlin, Dika. 1974. Newlin, Dika (Fall—Winter). „Secret Tonality in Schoenberg's Piano Concerto”. Perspectives of New Music. 13 (1): 137—39. JSTOR 832371. doi:10.2307/832371. Проверите вредност парамет(а)ра за датум: |date= (помоћ).
- Perle, George. Serial Composition and Atonality: An Introduction to the Music of Schoenberg, Berg, and Webern. Berkeley: University of California Press. 1962..
- Perle, George. Twelve-tone Tonality. Berkeley: University of California Press. 1977..
- Pousseur, Henri. 1959. Pousseur, Henri (1959). „Forme et pratique musicales”. Revue Belge de Musicologie. 13 (1/4): 98—116. JSTOR 3685958. doi:10.2307/3685958.. Slightly revised and expanded version, trans. into English as „Music, Form and Practice (An Attempt to Reconcile Some Contradictions)”. 6. 1964: 77—93.. Die Reihe .
- Pousseur, Henri. 1970. "En guise de conclusion: Pour une Périodicitée generalisée". In his Fragments théoriques I: Sur la musique expérimentale, 241–90. Études de sociologie de la musique. Brussels: Editions de l’Institut de Sociologie Université Libre de Bruxelles.
- Pousseur, Henri. 1997. "Zeitmasze: série, périodicité, individuation". Chapter 12 of his Musiques croisées, preface by Jean-Yves Bosseur, 171–89. Collection Musique et Musicologie. Paris: L'Harmattan.
- Ross, Alex. . The Rest Is Noise: Listening to the Twentieth Century. New York: Farrar, Straus and Giroux. 2007. ISBN 978-0-374-24939-7.. .
- Ruwet, Nicolas. „Contradictions du langage sériel”. Revue Belge de Musicologie. 13 (1959), 83–97. English trans., as “Contradictions within the Serial Language”. Die Reihe 6 (1964): 65—76. 1959..
- Sabbe, Herman. Het muzikale serialisme als techniek en als denkmethode: Een onderzoek naar de logische en historische samenhang van de onderscheiden toepassingen van het seriërend beginsel in de muziek van de periode 1950–1975. Ghent: Rijksuniversiteit te Gent. 1977..
- Schoenberg, Arnold. . Style and Idea: Selected Writings of Arnold Schoenberg. 1975. ISBN 978-0-520-05294-9.. Edited by Leonard Stein, translated by Leo Black. Berkeley and Los Angeles: University of California Press. .
- Schwartz, Steve. 2001. "Richard Yardumian: Orchestral Works". Classical Net (Accessed 10 May 2011).
- Shatzkin, Merton. 1977. Shatzkin, Merton (Fall—Winter). „A Pre-Cantata Serialism in Stravinsky”. Perspectives of New Music. 16 (1): 139—43. JSTOR 832854. doi:10.2307/832854. Проверите вредност парамет(а)ра за датум: |date= (помоћ).
- Sherlaw Johnson, Robert. Messiaen. ISBN 978-0-520-06734-9., revised and updated edition. Berkeley and Los Angeles: University of California Press. .
- Smith Brindle, Reginald. Serial Composition. London, New York: Oxford University Press. 1966..
- Steinberg, Michael. The Symphony: A Listener's Guide. Oxford: Oxford University Press. 1998..
- Stockhausen, Karlheinz, and Rudolf Frisius. 1998. "Es geht aufwärts". In: Karlheinz Stockhausen, Texte zur Musik 9, edited by Christoph von Blumröder, 391–512. Kürten: Stockhausen-Verlag.
- Straus, Joseph N. 1999. „The Myth of Serial 'Tyranny' in the 1950s and 1960s” (PDF). 83: 301—43. (Subscription access). The Musical Quarterly .
- Sykora, Katharina. Das Phänomen des Seriellen in der Kunst: Aspekte einer künstlerischen Methode von Monet bis zur amerikanischen Pop Art. 1983.. Würzburg: Könighausen + Neumann.
- Tick, Judith. 2001. "Crawford (Seeger), Ruth (Porter)". The New Grove Dictionary of Music and Musicians, second edition, edited by Stanley Sadie and John Tyrrell. London: Macmillan Publishers.
- Waelti-Walters, Jennifer R. . Waelti-Walters, Jennifer R. (1992). Michel Butor. Rodopi. ISBN 9789051833867.. Collection monographique Rodopi en littérature française contemporaine 15. Amsterdam and Atlanta: Rodopi. .
- Walker, Alan. . Walker, Alan (1986). Franz Liszt. Knopf. ISBN 9780394525402., volume two: The Weimar years 1848–1861. New York: Knopf. .
- Whittall, Arnold. . . The Cambridge Introduction to Serialism. Cambridge Introductions to Music. New York: Cambridge University Press. 2008. ISBN 978-0-521-68200-8. Непознати параметар |DUPLICATE_isbn= игнорисан (помоћ) (hardback).  (pbk).
- Wörner, Karl H. 1973. ', introduced, translated, and edited by Bill Hopkins. London: Faber and Faber; Berkeley and Los Angeles: University of California Press. Wörner, Karl Heinrich (јануар 1973). Stockhausen; Life and Work. University of California Press. ISBN 978-0-520-02143-3..
- Delaere, Marc. 2016. "The Stockhausen–Goeyvaerts Correspondence and the Aesthetic Foundations of Serialism in the Early s". In Grant, Morag Josephine; Misch, Imke (1950). The Musical Legacy of Karlheinz Stockhausen: Looking Back and Forward. Wolke. ISBN 978-3-95593-068-4., edited by M.J. Grant and Imke Misch, 20–34. Hofheim: Wolke Verlag. .
- Eco, Umberto (2005). „Innovation & repetition: Between modern & postmodern aesthetics”. Daedalus. 134 (4): 191—207. JSTOR 20028022. S2CID 57561033. doi:10.1162/001152605774431527.
- Fürstenberger, Barbara. Michel Butors literarische Träume: Untersuchungen zu Matière de rêves I bis V. 1989. ISBN 978353304 Проверите вредност параметра |isbn=: length (помоћ).. Studia Romanica 72. Heidelberg: C. Winter.  0705.  9783533040699..
- Gollin, Edward (2007). „Multi-Aggregate Cycles and Multi-Aggregate Serial Techniques in the Music of Béla Bartók”. Music Theory Spectrum. 29 (2): 143—176. doi:10.1525/mts.2007.29.2.143.
- Gredinger, Paul. „Das Serielle”. Die Reihe. 1 („Elektronische Musik”. 1 ("Electronic Music"), (English edition 1958). 1955: 38—44.): 34—41.. English as "Serial Technique", translated by Alexander Goehr. Die Reihe .
- Knee, Robin. „Michel Butor's Passage de Milan: The Numbers Game”. Review of Contemporary Fiction. 5 (3): 146—49. 1985..
- Kohl, Jerome. . Karlheinz Stockhausen: Zeitmaße. 2017. ISBN 978-0-7546-5334-9.. Landmarks in Music Since 1950, edited by Wyndham Thomas. Abingdon, Oxon; London; New York: Routledge. .
- Krenek, Ernst. „Is the Twelve-Tone Technique on the Decline?”. The Musical Quarterly. 39. 1953. , no 4  (October):  513–27.
- Miller, Elinor S. 1983. „Critical Commentary II: Butor's Quadruple fond as Serial Music”. Romance Notes. 24 (2): 196—204. Winter. Проверите вредност парамет(а)ра за датум: |date= (помоћ).
- Misch, Imke. . "Karlheinz Stockhausen: The Challenge of Legacy: An Introduction". In Grant, Morag Josephine; Misch, Imke (2016). The Musical Legacy of Karlheinz Stockhausen: Looking Back and Forward. Wolke. ISBN 978-3-95593-068-4., edited by M.J. Grant and Imke Misch, 11–19. Hofheim: Wolke Verlag. .
- Rahn, John. Basic Atonal Theory. New York: Schirmer Books. 1980..
- Roudiez, Leon S. „Un texte perturbe: Matière de rêves de Michel Butor”. Romanic Review. 75 (2): 242—55. 1984..
- Savage, Roger W. H. . Savage, Roger W. H. (1989). Structure and Sorcery: The Aesthetetics of Post-War Serial Composition and Indeterminancy. Garland Pub. ISBN 978-0-8240-2041-5.. Outstanding Dissertations in Music from British Universities. New York: Garland Publications. .
- Schoffman, Nathan. 1981. „Serialism in the Works of Charles Ives”. 138. септембар 1981: 21—32.. Tempo, new series, no. .
- Scruton, Roger. 1997. . Aesthetics of Music. Oxford: Clarendon Press. 1997. ISBN 978-0-19-816638-2.. Quoted in Arved Ashbey, Ashby, Arved Mark (2004). The Pleasure of Modernist Music. Boydell & Brewer. стр. 122. ISBN 978-1-58046-143-6. (University of Rochester Press). .
- Spencer, Michael Clifford. . Michel Butor. 1974. ISBN 9780805721867.. Twayne's World Author Series TWS275. New York: Twayne Publishers. .
- Wangermée, Robert. . André Souris et le complexe d'Orphée: entre surréalisme et musique sérielle. 1995. ISBN 9782870096055.. Collection Musique, Musicologie. Liège:Mardaga. .
- White, Eric Walter, and Jeremy Noble. 1984. "Stravinsky". In The New Grove Modern Masters. London: Macmillan Publishers.